# سجاد پذیرفته
سجاد پذیرفته (زادهٔ ۱ دی ۱۳۷۵ در اهر بسکتبالیست اهل ایران و عضو تیم ملی بسکتبال ایران است.وی هم اکنون بازیکن تیم باشگاه بسکتبال کاله آمل است.